# Лазо Матерић
Лазо Матерић (Дрвар, 26. новембар 1920 — 16. март 1999) био је учесник Народноослободилачке борбе и друштевено-политички радник Социјалистичке Републике Босне и Херцеговине.

## Биографија
Рођен у Дрвару 1920. године и завршио гимназију. Године 1941. се прикључио НОБ-у, а после ослобођења био је на разним друштвено-политичким дужностима — секретар Окружног комитета СКОЈ за Сарајево, инструктор ЦК СК БиХ, секретар Општинског комитета СК Вогошће и Ново Сарајево, председник Скупштине општине Ново Сарајево, председник Градског већа Сарајева и председник Одбора за услужне делатности Привредног већа Скупштине СР БиХ.
Носилац је Партизанске споменице 1941. и више других одликовања.